# کاتامارایدو
کاتامارایدو 
(به تلوگویی: Katamarayudu) یک فیلم اکشن و درام هندی به زبان تلوگو محصول سال ۲۰۱۷ به کارگردانی کیشوره کومار پراداسانی است. در این فیلم بازیگرانی همچون پاوان کالیان، شروتی حسن، تانون آرورا، سیوا بالاجی و نثار ایفای نقش کرده‌اند. این فیلم بازسازی شجاعت (فیلم ۲۰۱۴) می‌باشد.

## انتشار
این فیلم در ۲۴ مارس ۲۰۱۷ در سراسر جهان اکران شد.